# 种子传播
种子传播是指种子植物的种子远离植物的過程。植物体本身可以传播种子，例如果实或种子本身具有重量，成熟后，果实或种子会因重力作用直接掉落地面。有些植物還能將种子弹射出去。种子掉落地面后，還能通過鸟类、蚂蚁、哺乳动物二次传播。還有些種子要完全依靠外界來傳播，例如依靠风力传播、水力传播、动物和人类活动传播。 

## 好處
種子傳播可能對不同的植物物種有多種好處。由於捕食種子和幼苗的動物和病原體通常以成年植物下方高密度的種子為目標，其密度依賴性使較為遠離親本植株的種子通常擁有較高的存活率。當種子遠離親本植株時，與成年植物的競爭也可能會降低。
種子傳播也允許植物到達有利於生存的特定棲息地，這種假設被稱為定向傳播。例如，Ocotea endresiana（樟科）是一種來自拉丁美洲的樹種，由多種鳥類（包括肉垂鐘雀）傳播。雄性鐘雀棲息在死樹上以吸引交配，並經常在這些棲息處排泄種子，因為強光條件和逃避真菌病原體的作用，種子有很高的存活機會。對於肉質植物，種子在動物腸道（動物內臟）中的傳播通常會提高發芽的數量、速度和非同步性，這對植物有重要的好處。
螞蟻傳播的種子（蟻媒傳播）不僅傳播短距離，也被螞蟻埋在地下。因此，這些種子可以避免火災或乾旱等不利的環境條件影響，到達營養豐富的微場所，並且比其他種子的存活時間更長。這些特徵是蟻媒傳播的種子所特有的，因此可能提供其他擴散模式中不存在的額外好處。

## 種類
種子傳播可分為自身傳播（依靠親本植株本身）及藉由外界傳播。

### 自身傳播
自身傳播種子的植物由於沒有外部載體幫助傳播種子，其種子傳播的距離受到極大限制。 其傳播方式可分為下列四種：
- 親本植株的莖沿著地面爬行，將種子置於遠離親本植株基部的地方
- 種子透過毛狀體或吸濕的附器（芒）和濕度變化爬行[9]。
- 重力傳播；及
- 彈力傳播

#### 重力傳播
植物利用重力進行傳播是實現種子傳播的簡單方法。重力對較重水果的影響導致它們在成熟時從植物上掉落。表現出這種傳播類型的水果包括蘋果、椰子和西番蓮果以及那些外殼較硬的水果（它們通常會從植物上滾下來以獲得更遠的距離）。重力傳播也允許種子隨後透過水或動物傳播。

#### 彈力傳播
在此類傳播，種子因果實爆炸性裂開而被強力彈出。通常，產生爆炸的力是由果實內的膨脹壓力或果實裡的內部吸濕張力引起的。 以彈力傳播種子的植物的一些例子包括：油杉寄生屬、碎米薺、噴瓜、白苞猩猩草、 老鸛草屬和鳳仙花屬。彈力傳播植物的一個特殊例子是響盒子，因為果實爆裂時會發出聲音。爆裂的威力足以將種子拋至 100 公尺外。
金縷梅利用彈力傳播，無需爆炸機制，種子以大約 45 公里/小時的速度擠出。

### 藉外界傳播

#### 風力傳播
風力傳播是最原始的種子傳播方式之一。風力傳播可以採取兩種主要形式之一：種子或果實可以隨風飄浮，或者隨風飄落到地面。風力傳播的典型例子包括北半球溫帶地區的蒲公英和楓樹：蒲公英的果實上附著有羽毛狀的冠毛（瘦果），可以遠距離傳播；楓樹的果實有翅膀（翅果），使其可以飛向地面。
風力傳播的一個重要限制是需要大量的種子生產，以最大程度地提高種子落在適合發芽地點的可能性。一些靠風傳播的植物，例如蒲公英，可以調整其形態以增加或減少種子脫離的速度。這種分散機制也受到強烈的演化限制。例如，Cody 和 Overton（1996）發現，與大陸上的相同物種相比，島嶼上的菊科物種往往具有較低的傳播能力（即較大的種子質量和較小的冠毛）。此外，Helonias bullata（胡麻花屬，一種原產於美國的多年生草本植物）進化到利用風力傳播作為主要的種子傳播機制。然而，其棲息地的風力有限，導致種子無法成功地從其父母身邊散開，從而導致種群聚集。許多雜草物種普遍依賴風力傳播。風滾草則使用了不尋常的傳播機制：其整個植物（除了根部）都被風吹走。燈籠果屬的果實在未完全成熟時，由於和覆蓋的花萼之間留有空間（該空間充當氣囊），因此有時可能會被風傳播。

#### 水力傳播
許多水生植物和一些陸生植物透過水傳播種子。種子可以傳播極長的距離（這取決於傳播的具體模式）；這尤其適用於防水且浮在水面上的水果。
睡蓮就是這類植物的例子。睡蓮的花會結出果實，在水中漂浮一段時間，然後落到水底，在池塘底紮根。棕櫚樹的種子也可以透過水傳播。如果它們生長在海洋附近，種子可以通過洋流長距離運輸，使種子傳播到其他大陸。
紅樹林直接從水中生長；當它們的種子成熟時，它們會從樹上掉下來，一接觸到任何土壤就會生根。在退潮期間，它們可能會落入土壤而不是水中，並開始在落下的地方生長。然而，如果水位很高，它們可以被帶到遠離墜落地點的地方。紅樹林經常形成小島，因為泥土和碎屑聚集在紅樹林的根部，形成小土地。

#### 動物傳播

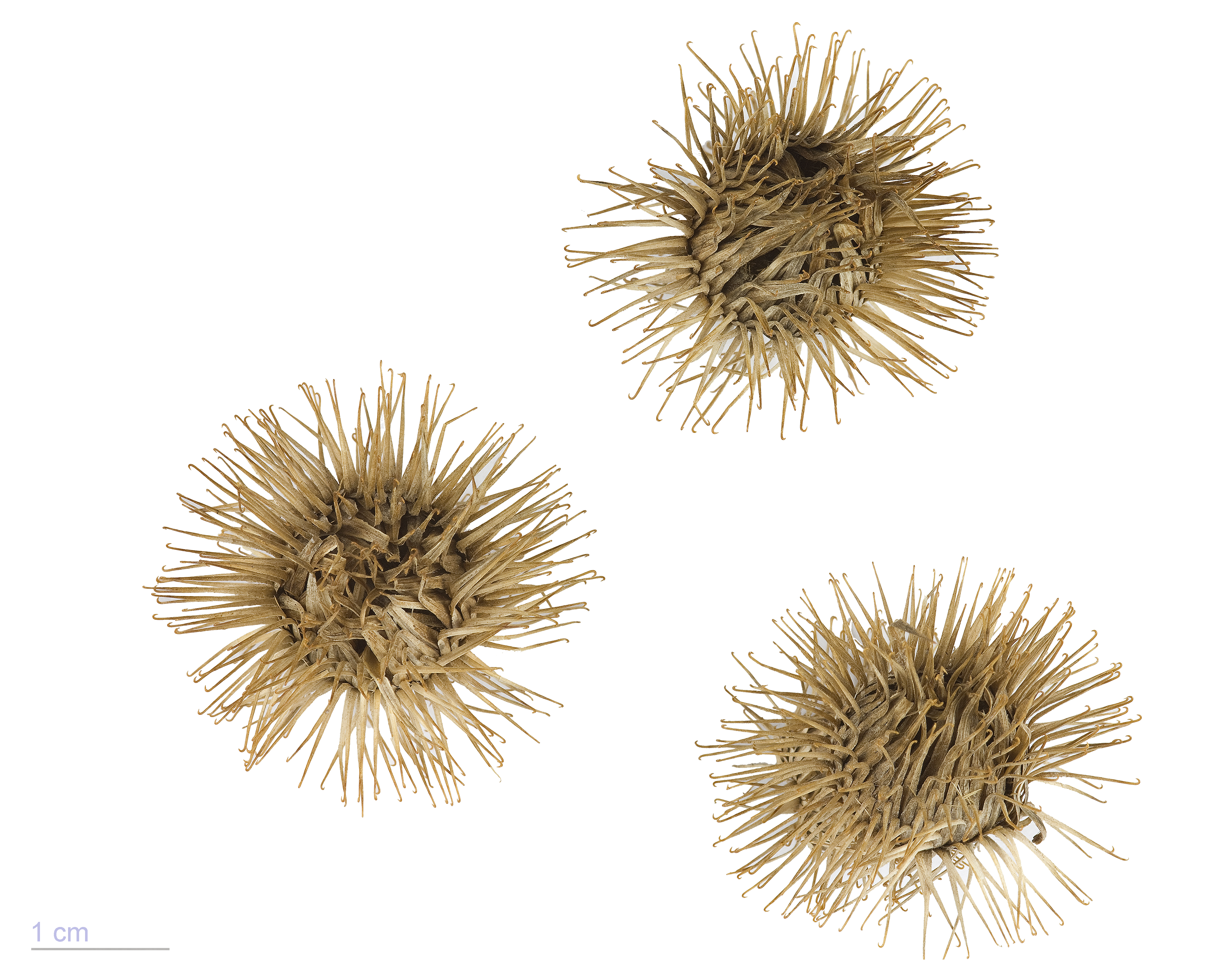
牛蒡果實上的倒鈎可使其附上動物的毛髮，進行外附傳播

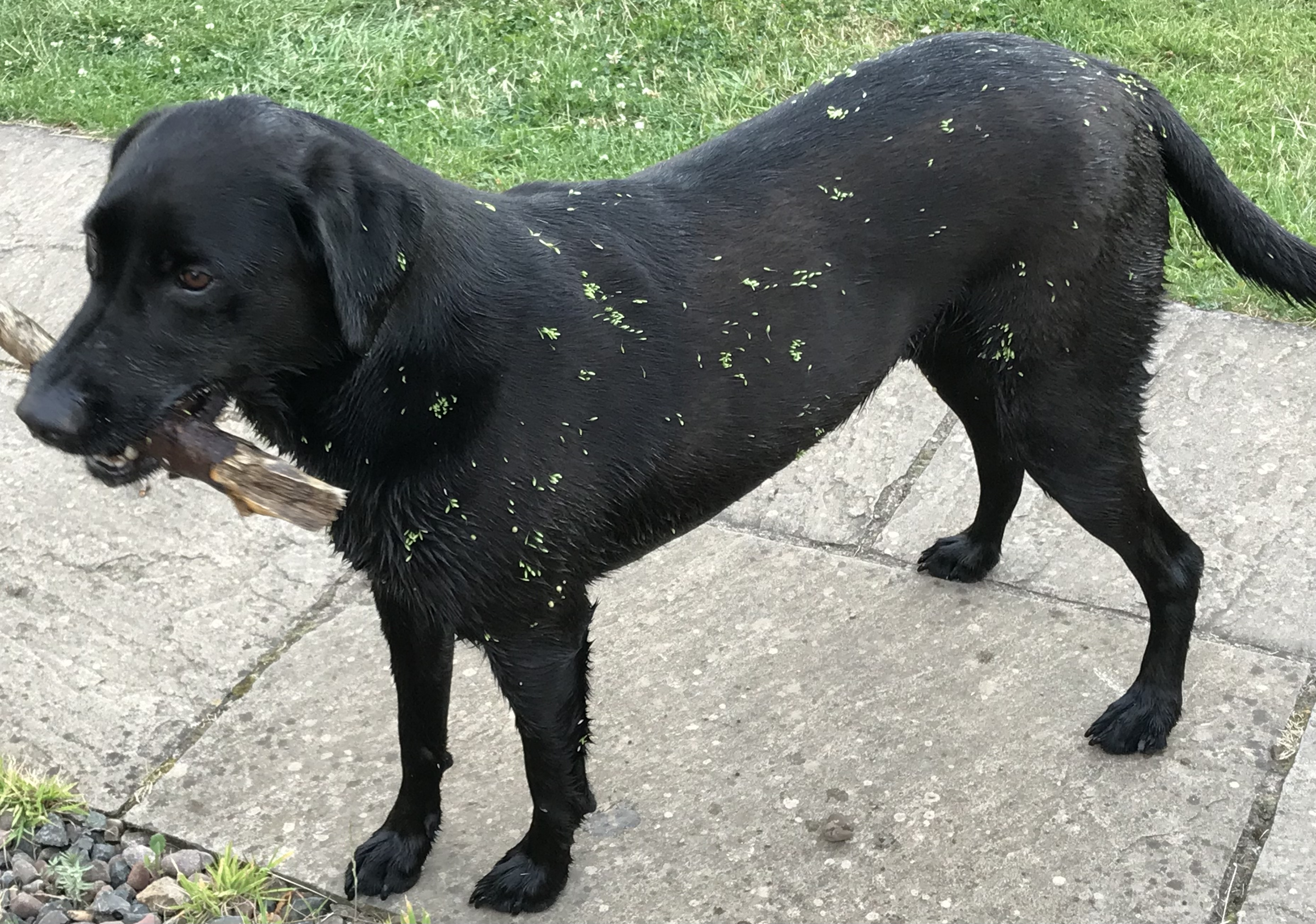
拉布拉多犬跑過下層植被後，身上帶有路邊青屬植物的種子

##### 外附傳播
動物可以透過多種方式傳播植物種子，所有這些方式都稱為動物傳播。 種子可以在脊椎動物（主要是哺乳動物）的體外運輸，這個過程稱為外附傳播。 透過外附種子於動物表面進行傳播的植物物種可以具有多種傳播適應性，包括粘性粘液以及各種鉤子和倒刺 。此類植物其中一個典型例子是Trifolium angustifolium（分佈於歐亞及北非的一種三葉草屬植物），透過覆蓋種子的硬毛將種子黏附在動物皮毛上。以外附傳播種子的植物多為草本植物，並有不少代表性物種屬繖形科和菊科 。然而，在種子植物中，外附傳播是一種相對罕見的種子傳播方式。 種子適合外附在動物體外的植物物種佔所有種子植物的百分比估計低於 5%。 然而，如果種子能附著在廣泛種類的動物身上，外附傳播可能會非常有效。 這種種子傳播形式與植物的快速遷移和入侵物種的傳播有關。

##### 內攜傳播
脊椎動物（主要是鳥類和哺乳動物）或動物體內透過攝入和排便傳播種子是大多數樹種的傳播機制。內攜傳播通常是一種共同進化的互利關係，植物以可食用、有營養的果實包圍種子，作為食用它的動物的良好食物資源。 這些植物可以透過使用顏色來宣傳食物資源的存在。 鳥類和哺乳動物是最重要的種子傳播者，但許多其他動物，包括海龜、魚類和昆蟲，都可以能運輸種子。 內攜傳播種子的樹種的確切百分比因棲息地而異，但在一些熱帶雨林中可以達到 90% 以上。在熱帶雨林中動物的種子傳播受到了廣泛關注，這種相互作用被認為是塑造脊椎動物和樹木種群生態和進化的重要力量。在熱帶地區，除了大型動物（例如貘、黑猩猩、疣猴、巨嘴鳥和犀鳥）外，大型種子很少可以透過其他動物或媒界傳播。 這些大型食果動物因偷獵和棲息地喪失而滅絕，可能會對依賴它們傳播種子的樹木種群產生負面影響，並減少遺傳多樣性。種子透過動物體內傳播可能導致入侵物種的快速傳播，例如澳洲的阿拉伯金合歡。反流（而不是讓種子在通過整個消化道後進入糞便）是內攜傳播的另一形式。
蟻媒傳播是南半球許多灌木或北半球林下草本植物的一種傳播機制。 此類植物的種子有一種富含脂質的附著物，稱為油質體，它能吸引螞蟻。 螞蟻將這些種子攜帶到它們的蟻群中，將油質體餵給它們的幼蟲，並將其他完整的種子丟棄在地下房間中。因此，蟻媒傳播是植物和螞蟻之間共同演化的互利關係。蟻媒傳播在開花植物中獨立進化了至少 100 次，估計至少存在於 11 000 個物種中，但可能高達 23 000 個或佔所有開花植物物種的 9%。利用蟻媒傳播種子的植物最常見於南非弗洛勒爾角的弗因博斯植被、澳洲的乾燥型棲息地（西澳洲西南部的 kwongan 植被）、地中海地區的乾燥森林和草原、以及歐亞大陸西部和北美東部的北溫帶森林（其中高達30–40 % 的林下草本植物是以蟻媒傳播種子）。蟻媒傳播是一種互惠關係，對螞蟻和植物都有好處。
蜜蜂傳播種子是一種不尋常的傳播機制，僅見於少數熱帶植物。 截至 2023 年，僅在 5 種植物中記錄到了這種現象，包括 Corymbia torelliana（傘房桉屬）、Coussapoa asperifolia subsp. magnifolia、Zygia racemosa（大合歡屬）、Vanilla odorata（香莢蘭屬）和香莢蘭。 前三種是熱帶樹木，後兩種是熱帶藤本植物。
種子捕食者，包括許多囓齒動物（例如松鼠）和一些鳥類（例如部分鴉科物種）也可能透過將種子儲存在隱藏的儲藏室中來傳播種子。儲藏室中的種子通常受到良好的保護，免受其他種子捕食者的侵害，如果不被吃掉，它們會長成新的植物。 此外，由於成熟果實中存在次級代謝物，囓齒類動物也可能透過吐籽來傳播種子。最後，初代動物傳播者留下的種子亦可能進行二次傳播。 例如，眾所周知，糞甲蟲在收集糞便餵養其幼蟲的過程中，會從糞便團中傳播種子。
其他傳播種子的動物包括蝙蝠、軟體動物（主要是陸生蝸牛）和爬行動物。 動物傳播可以發生在多個階段，例如透過二次內攜傳播，其中初級傳播者（吃種子的動物）及其攜帶的種子被掠食者吃掉，然後掠食者在排出種子之前將種子攜帶到更遠的地方。

#### 人類傳播
人類傳播過去被視為動物傳播的一種形式。透過在地球上大部分土地面積上種植，農業成為了人類傳播種子最廣泛和最強的形式。 在這種情況下，人類社會與植物物種形成了長期的關係，並為其生長創造條件。此外，人類亦有意識或無意識地將植物種子分佈到它們無法通過其自然傳播機制抵達的地區，部分物種能夠在沒有特定人類幫助的情況下在新棲息地中成長，並形成種群。
最近的研究指出，基於人類運輸的技術手段，人類傳播者往往比動物擁有更高的機動性。 一方面，人類的傳播會在較小的區域範圍內發揮作用，並帶動現有生物種群的動態。 另一方面，人類傳播者亦可能會在廣泛的地理區域產生作用，並導致入侵物種的傳播。
人類可以透過多種方式傳播種子，例如：在人的衣服上傳播（最遠達250米）， 在鞋子上傳播（最遠達5公里），或透過汽車傳播（通常約250米，少數例子則超過100公里）。汽車傳播種子可以是人類無意識運輸種子的一種形式，其傳播距離可以比其他傳統傳播方法更遠。 鄧梅爾·J·霍德金森（Dunmail J. Hodkinson）和肯·湯普森（Ken Thompson）的一項研究發現，運載土壤的汽車能夠含有能存活的種子，其中最常見物種是大車前草、早熟禾、普通早熟禾、異株蕁麻和同花母菊。